# Збірна Чехії з баскетболу
Чоловіча збірна Чехії з баскетболу — національна збірна Чехії, яка представляє країну на міжнародних змаганнях з баскетболу. Правонаступниця чоловічої збірної Чехословаччини з баскетболу.

## Історія
Чехія брала участь шість разів у Чемпіонаті Європи з баскетболу. У 2005 році чехи стали 7-ми (це їх найкращий результат), а в 2007 році показали найгірший результат, не вийшовши з групи і ставши 15-ми. На чемпіонатах світу зіграли лише одного разу (6-е місце на ЧС-2019 року). На Олімпійських іграх Чехія брала участь у 2020 році, і посіла 9-е місце.